# Jean Doisy
Pour les articles homonymes, voir Doisy.
Jean Doisy de son vrai nom Jean-Georges Evrard, né le 10 janvier 1900 à Jodoigne (province du Brabant wallon) et mort le 6 octobre 1955 à Notre Dame aux bois (province du Brabant flamand), est un journaliste, écrivain et scénariste de bande dessinée belge. Il est un des pionniers du Journal de Spirou dont il est rédacteur en chef de ses débuts de 1938 à 1955. Antifasciste, proche du marxisme et président-secrétaire de la Ligue belge contre le racisme avant la guerre, il est également une des figures de la Résistance belge durant la Seconde guerre mondiale.

## Biographie
Jean-Georges Evrard naît le 10 janvier 1900 à Jodoigne, dans une famille catholique, avec un père instituteur et une mère au foyer. Il a deux sœurs et un frère. Il fréquente le Petit Séminaire à Bastogne puis l'Institut Saint-Louis à Namur et le collège Saint-Ignace à Anvers. Après ses études secondaires, il travaille pour le Crédit anversois à Rochefort.
À vingt ans, il apprend l'anglais seul en traduisant le roman David Copperfield, à l'aide d'un dictionnaire. En 1926, peu après son mariage, il part avec son épouse à Nottingham, en Angleterre, où il travaille comme représentant pour une firme ardoisière belge, tout en améliorant son anglais.
Il revient en Belgique en 1929, et décide de se consacrer à l'écriture. Il adopte le pseudonyme de Jean Doisy, d'après le village ardennais, Oisy. Il débute par des traductions d'articles de revues scientifiques anglo-saxonnes, écrit un premier roman policier, Nuit de tempête, qui paraît en 1933 et publie divers romans dans la collection « Azur » et des adaptations de romans policiers étrangers,.
Jean Doisy travaille essentiellement pour les périodiques des éditions Dupuis, de 1932 à son décès en 1955. Il écrit d'abord de nombreux articles pour la revue d'actualités et de programmes radio Moustique, sous différents pseudonymes.
Les éditions Dupuis lui confient tout naturellement le poste de rédacteur en chef de la nouvelle publication pour la jeunesse, Le journal Spirou de 1938 à 1955, date à laquelle il est remplacé par Yvan Delporte. Il rédige le rédactionnel du journal, la rubrique Le Fureteur vous dira (courrier des lecteurs) et le Coin des lecteurs.
Pour le jeu Voyez–vous les erreurs ? qu'il anime alors, Jean Doisy crée le personnage Fantasio. Par la suite, il sera dessiné pour la première fois par Jijé, à qui Doisy a suggéré d'intégrer le personnage aux aventures de Spirou.
En août 1938, Jean Doisy fonde le « Club des Amis de Spirou » (A.D.S.), proche d'un mouvement de jeunesse. Les membres de ce club se réfèrent à un code d'honneur, où des valeurs telles que franchise, droiture, discipline, fidélité à Dieu et à son pays, doivent être respectées. Le nombre des A.D.S. atteint les 20 000 en 1941, 60 000 en 1944 et 80 000 en 1946, au moment où Spirou se lance sur le marché français. Le club périclite à la fin de la décennie.
Jean Doisy est également scénariste pour des romans publiés chez Dupuis dans la collection Les hebdomadaires des grands récits. C'est lui qui imagine le personnage du détective Jean Valhardi, considéré comme l'un des premiers grands personnages des éditions Dupuis, entre Spirou et Tif et Tondu, sorte de grand frère héroïque susceptible de devenir un modèle pour les enfants. Il a d'abord été dessiné par Jijé avant d’être repris par Eddy Paape. Une rue de Marcinelle, siège des éditions Dupuis, porte son nom : Rue Jean Valhardi,.
« C’est un jeune aux deux pieds solidement plantés en terre, et qui vit dans un monde réel… Comme vous, il pense à l’avenir et le prépare. Comme vous, il a la belle générosité de son âge. Comme vous, il n’a pas peur de se salir les mains. » (Jean Doisy)

### La résistance
Lorsque les Allemands occupent la Belgique en mai 1940, Jean Doisy fait passer des messages de résistance à travers ses articles. Il appelle ses jeunes lecteurs à rester dignes face à l'occupant.
Jean Doisy s'engage dans la Résistance dès septembre 1940, il est attaché à l'état-major du Front de l'indépendance et assure la liaison entre les membres passés dans la clandestinité et recherchés par la Gestapo. Il entretient des liens étroits avec l'état-major des Milices patriotiques et collabore au journal de la résistance illégale Le Pourquoi Pas. Il s'occupe de l'approvisionnement en papier et gère les dépenses.
Il organise l'infiltration d'un espion à Auschwitz, Victor Martin, qui se rend en Haute-Silésie pour enquêter sur le sort des juifs déportés de Belgique et prouver à la Belgique l'existence des camps de la mort. Victor Martin est arrêté par les Allemands mais parvient à s'échapper et à envoyer son rapport, le premier rapport sur le sort des Juifs à Auschwitz (Rapport Martin, 1942), à la résistance belge. Le rapport est aujourd'hui conservé à l'Institut Yad Vashem,.
Jean Doisy fournit également des armes à la Résistance, recrute des membres pour le compte du Comité de défense des Juifs comme Suzanne Moons,.
Les éditions Dupuis refusant d'être contrôlées par un administrateur allemand, la publication du Journal de Spirou est suspendue. Jean Doisy fonde alors, avec André Moons, fils de Suzanne Moons, un théâtre itinérant de marionnettes, le Théâtre du Farfadet, pour entretenir la « flamme de Spirou » et permettre la survie de l'équipe rédactionnelle du journal. Mais les tournées du théâtre permettent à des résistants de voyager légalement en Belgique occupée à partir de décembre 1942. Actuellement le Théâtre Royal du Peruchet possède quelques-unes des marionnettes d’André Moons et du Théâtre du Farfadet mais la marionnette de Fantasio a disparu,,.

### L'après-guerre
À la Libération, Jean Doisy écrit plusieurs récits sur la résistance dans Moustique, illustrés de photos de charniers et de déportés.
Il redevient le rédacteur en chef de Spirou, poursuit l'écriture des Jean Valhardi, écrit des articles pour Le Moustique et des romans policiers. Il développe simultanément une collaboration avec la presse d'opinion, et anime une émission hebdomadaire dans une radio locale, consacrée à la vie dans les campagnes wallonnes.
Il meurt le 6 octobre 1955, dans sa maison de Notre-Dame-au-Bois, d'un cancer de la gorge foudroyant.
Il est inhumé à Auderghem.

## Hommages
En 1949, Jean Doisy/Evrard obtient le Certificat de résistance délivré par le Ministère de la Défense belge.
D'après certaines sources,, Jean Doisy est reconnu Juste parmi les nations, mais cette information n'est pas corroborée par les listes de Yad Vashem.
En 2019, à l'occasion de l'exposition Spirou et Bruxelles sous l’occupation, au Parlement bruxellois et à l’Assemblée de la Commission communautaire flamande [« Raad van de Vlaamse Gemeenschapscommissie »], un hommage est rendu à Jean Doisy. Un diplôme d’honneur lui est remis à titre posthume par les deux Parlements pour ses nombreux faits de résistance durant la guerre et notamment, l’animation de la presse clandestine, la participation à la création du théâtre pour marionnettes Le Farfadet qui servit de couverture à un réseau de résistants, enfin sa participation à la Mission Victor Martin et au sauvetage de nombreux enfants juifs,.
En 2022, paraît dans Spirou : Un ami de Spirou est franc et droit..., le premier tome de la série Les Amis de Spirou, une histoire qui tourne autour de sa biographie dessinée par David Evrard, scénarisée par Jean-David Morvan et mise en couleurs par Ben BK, aux éditions Dupuis en 2023.

## Quelques publications
- avec Jijé, Valhardi. L’intégrale (1941–1946), Marcinelle, Dupuis, 2015, 53 p..
- avec André Moons, Al-Lee Avrenski (Ill.), Le Petit Théâtre de Spirou, Dupuis, 2018 48 p.  (ISBN 9782800174884)
- avec Eddy Paape, Vol sans voleur, Marcinelle, Dupuis, coll. « Collection des grands récits », 1948
- Nuit de tempête, roman policier, Paris ; Bruxelles, Moorthamers Frères, 1933
- avec Constant Dratz, Heures d’épreuve, Dupuis, 1935
- L’Étrangleur aux mains fines, Dupuis, 1938, bibliothèque jaune. Rééd. Numérique par Fenixx, 2020 Lire en ligne
- Le Tombeau du sultan, Dupuis, 1941, bibliothèque jaune
- La Fiancée de Steeley, Dupuis, 1942, bibliothèque jaune.

#### Livres
: document utilisé comme source pour la rédaction de cet article.
- Jean Van Hamme, Introduction à la bande dessinée belge, Bruxelles, Bibliothèque royale de Belgique, 1968, 80 p., ill. ; 26 cm (lire en ligne), p. 17[catalogue] publié à l'occasion de l'exposition La bande dessinée en Belgique, Bibliothèque Albert Ier, [Bruxelles], du 29 juin au 25 août 1968.
- Jean Pirotte (dir.) et Luc Courtois, Du régional à l'universel. : L'imaginaire wallon dans la bande dessinée., Louvain-la-Neuve, Fondation wallonne Pierre-Marie et Jean-François Humblet, 1999, 310 p. (ISBN 978-2-9600072-3-7 et 2960007239, OCLC 1075833932), p. 220 lire sur Google Livres.
- Frans Lambeau, « Doisy (Jean) », dans Dictionnaire illustré de la bande dessinée belge sous l'Occupation, Bruxelles, André Versaille, 2013, 334 p., ill. ; 21 cm (ISBN 978-2-87495-140-4 et 2874951404, OCLC 851512115, présentation en ligne), p. 96.
- François Ayrolles, « Jean Doisy est chargé d'animer ls rubriques », dans Moments clés du journal de Spirou 1937-1985, Marcinelle, Dupuis, coll. « Patrimoine », 2 mars 2018, 312 p., ill. ; 20,8 cm (ISBN 9782800171142 et 2800171146, OCLC 1034784873, présentation en ligne), p. 7-8
- Benoît Glaude, « Les fictions policières de Jean Doisy dans les années 1930 et 1940 », dans Relire La Légende d'Ulenspiegel, Textyles 54, 2019, mis en ligne le 1er juillet 2019 (lire en ligne), p. 171-192. .

#### Périodiques
- Christelle et Bertrand Pissavy-Yvernault, « Le petit théâtre de Jean Doisy. Quand Spirou fait de la résistance », Les Cahiers de la bande dessinée, no 5,‎ octobre-décembre 2018, p. 147-153
- Christelle et Bertrand Pissavy-Yvernault, « Jean Doisy, l'homme qui inventa Fantasio », Les Cahiers de la bande dessinée, no 5,‎ octobre-décembre 2018, p. 154-155.